# Tour Atrina
La tour Atrina (grec moderne : Πύργος Atrina) est un gratte-ciel situé dans la banlieue athénienne de Maroússi, en Grèce.

## Emplacement
L'édifice est situé au numéro 32 de l'avenue Kifissías (grec moderne : Λεωφόρος Κηφισσίας), dans le quartier de Parádissos (el), dans la banlieue athénienne de Maroússi.

## Histoire et description
Construit entre 1977 et 1981, selon des plans établis par Ioánnis Vikélas (el), ce gratte-ciel de dix-huit étages est considéré comme un des meilleurs exemples de tour de verre en Grèce.